# 矽鈣鈾礦
矽鈣鈾礦（英語：Uranophane或Uranotile）是一種稀有的水合含鈣鈾矽酸鹽礦物，化學式為Ca(UO2)2(SiO3OH)2·5H2O，由其他含鈾礦物氧化形成。它是黃色的，有放射性。